# Фалчани (Фиренца)
Фалчани је насеље у Италији у округу Фиренца, региону Тоскана.
Према процени из 2011. у насељу је живело 352 становника. Насеље се налази на надморској висини од 157 м.